# Баранніков Олександр Іванович
Олександр Іванович Баранников (1858, Путивль, Курська губернія — 6 (18) серпня 1883, Санкт-Петербург) — російський революціонер, член Виконавчого комітету партії «Народна воля»; партійні псевдоніми: «Семен», «Савка», «Сеня». З метою конспірації жив під прізвищами Тюріков, Кошурніков.
Чоловік М. Н. Оловенніковой (з березня 1879).

## Біографія
У 1876 році з Павловського військового училища в Петербурзі «йде в народ» на Дон. У початку 1877 року — один із засновників «Землі і волі». Бере участь: у поселеннях Нижегородському і Воронезькому, в спробі звільнення П. І. Войнаральського, 1878 році разом з С. М. Кравчинським — у вбивстві генерала Н. В. Мезенцева. Член Виконавчого Комітету «Народної Волі». Учасник вибуху під Москвою і інших замахів.
Проживав на одній драбині з Ф. М. Достоєвським.
25 січня 1881 у Петербурзі був заарештований, притягувався до суду за «процесу 20-ти» (1882).
А. Д. Михайлов про Баранникова:

Особливо жвавий, веселий і бадьорий Баранніков — він як на балу. Для нього це останній життєвий бенкет. Баранніков лицар без страху і докору, служитель ідеалу і честі. Його відкрите, горде поведінку так само прекрасно, як його юнацька душа.

Живіть і співайте! Ми святкуємо і вмираємо!
— із заповіту
А. Д. Михайлов, після вироку:

Милий Баранніков засмучений надзвичайно, у нього мало не сльози на очах — він хотів смерті … Його як водою облив зберігши йому життя.

Засуджений до безстрокової каторги. Помер від туберкульозу в Олексіївському равеліні Петропавлівської фортеці.

## У літературі
- Баранніков один з персонажів історичного роману Едварда Радзинського «Князь. Записки стукача» з 2013 року.